# 포항 합천이씨 전서공파 소장 유물
포항 합천이씨 전서공파 소장 유물(浦項 陜川李氏 典書公派 所藏 遺物)은 대한민국 경상북도 포항시에 있는 조선시대 임진왜란 때 이순신 휘하에 있으면서 여러 해전에서 많은 전공을 세워 전후에 선무원종공신에 책록된 이응표(1555~1611)와 그 후손의 전적 및 유물이다. 2009년 8월 31일 경상북도의 유형문화재 제414호로 지정되었다.

## 개요
이 유물은 임진왜란 때 이순신 휘하에 있으면서 여러 해전에서 많은 전공을 세워 전후에 선무원종공신에 책록된 이응표(1555~1611)와 그 후손의 전적 및 유물이다.
『선무원종공신녹권』은 병자호란 이전의 간본으로 여기에 수록된 공신은 임진왜란의 양상을 연구하는 데 중요한 자료이다. 또한 이응표 부자의 교지 및 유서, 호구단자 등의 고문서는 해당 시대의 사회경제적 이면을 이해하는 데 중요한 자료이다.

## 참고 문헌
- 포항 합천이씨 전서공파 소장 유물 - 국가유산청 국가유산포털